# STS-131
STS-131は、2010年4月に打ち上げられたスペースシャトル ディスカバリーによる国際宇宙ステーション(ISS)組み立てミッション(19A)である。

## ミッション内容
主なミッションな目的は、多目的補給モジュール（MPLM）レオナルドを使ったISSへの機材の搬入や物資の補給等である。また3回の船外活動が行われ、S1トラスのアンモニアタンク（ATA）、S0トラスのレートジャイロアセンブリ（RGA）の交換などが行われた。
また、日本の山崎直子飛行士が初飛行した。これはソユーズTMA-17で打ち上げられた野口聡一飛行士がISSに長期滞在中のため、初の日本人2名同時宇宙飛行となった。
スペースシャトルに7人以上が搭乗しての飛行は本ミッションが最後となった。また、日本人がスペースシャトルに搭乗するのも最後となった。
スペースシャトルの3名に第23次長期滞在員の1名を加え、ISSとしては過去最多の4人の女性飛行士がISSに滞在した。
当初は3月18日に打ち上げ予定だったが、フロリダ州を襲った寒波により機体を組み立て棟に移動させる作業が遅れたため、4月5日に延期された。

## ペイロード
STS-131では、以下のラック7台を含む多数の物資をISSに搬入した。
- 地球観測用のWORF(Window Orbital Research Facility)ラック
- クルーの個室ラック
- MARES(Muscle Atrophy Resistive Exercise)実験ラック
- EXPRESS-7ラック
- MELFI(Minus Eighty Degree Laboratory Freezer for ISS)-3冷凍冷蔵庫ラック
- 保管ラックZSR(Zero-g StowageRack) 2台
- GLACIER(General Laboratory Active Cryogenic ISS Experiment Refrigerator)冷凍冷蔵庫
- Sabatier(これまでISSで廃棄されていた二酸化炭素と水素から、水とメタン（メタンは廃棄）を生成する装置)
- IVGEN (Intra Venous Fluid Generation)実験装置（飲料水から点滴用の生理食塩水を作る医療用浄水装置）
- その他、飲料水、食糧、服やタオル、実験装置、船外活動機器、二酸化炭素吸着キャニスタ、照明装置、交換用の予備品など

また、以下の物資を回収した。
- STS-130で物資の輸送に使用したISP(Integrated Stowage Platform) 3台
- デスティニーに設置されていた暫定的な個室TeSS(Temporary Sleep Station)
- 日本の曝露実験装置MPAC&SEED
- 船外活動で回収したクエストエアロックのデブリシールド2枚
- その他、実験装置、実験試料、故障した機器、使用済みの服や梱包材、食品容器などのゴミなど

## トラブル
映像や高速データの通信、ランデブーレーダとして使われるKuバンドアンテナが打ち上げ直後に故障し、OBSSによる耐熱パネルの検査データなどを地上に送信できなくなったため、後期点検をISSとのドッキング中に行い、ISSのKuバンド回線を経由して送信することになり、ミッション期間が1日延長された。ケネディ宇宙センターが悪天候のため帰還がさらに1日延期され、4月20日に帰還した。
ミッションの終了後に、科学教育関連の事業を行っているベンチャー企業リバネスから有料で委託された大豆、トマト、ホップ、ウコンなど9種類の種子が行方不明になっていることがわかった。これらの実験用種子はSTS-128できぼうに運搬されており同ミッションにおいて地球へ戻される予定であったが、ミッション終了後に紛失が明らかとなり、NASAやISSにおける捜索でも所在がわからなかった。JAXAは責任を認め、STS-133において同じ種子を運搬した。
また、山崎が自身の故郷の松戸市の依頼により宇宙への運搬を依頼されていた市が交配したカボチャ種「松戸白」の種230粒と、これとカンボジアのカボチャを交配させた「国際交流かぼちゃ」の種120粒のうち、後者がシャトルに搭載されていなかったことが着陸後に分かった。市では松戸白の種のみを教育事業に利用すると発表した。

## 乗組員
- アラン・ポインデクスター（英語版） (2)— 船長
- ジェームズ・ダットン（英語版） (1)— パイロット
- リチャード・マストラキオ（英語版） (3)— ミッションスペシャリスト
- ドロシー・リンデンバーガー（英語版） (1)— ミッションスペシャリスト
- クレイトン・アンダーソン (2)— ミッションスペシャリスト
- ステファニー・ウィルソン (3)— ミッションスペシャリスト
- 山崎直子 (1)— ミッションスペシャリスト — ( 日本，JAXA)

※ かっこ内の数字は、今回を含めたフライト経験数。

## ギャラリー

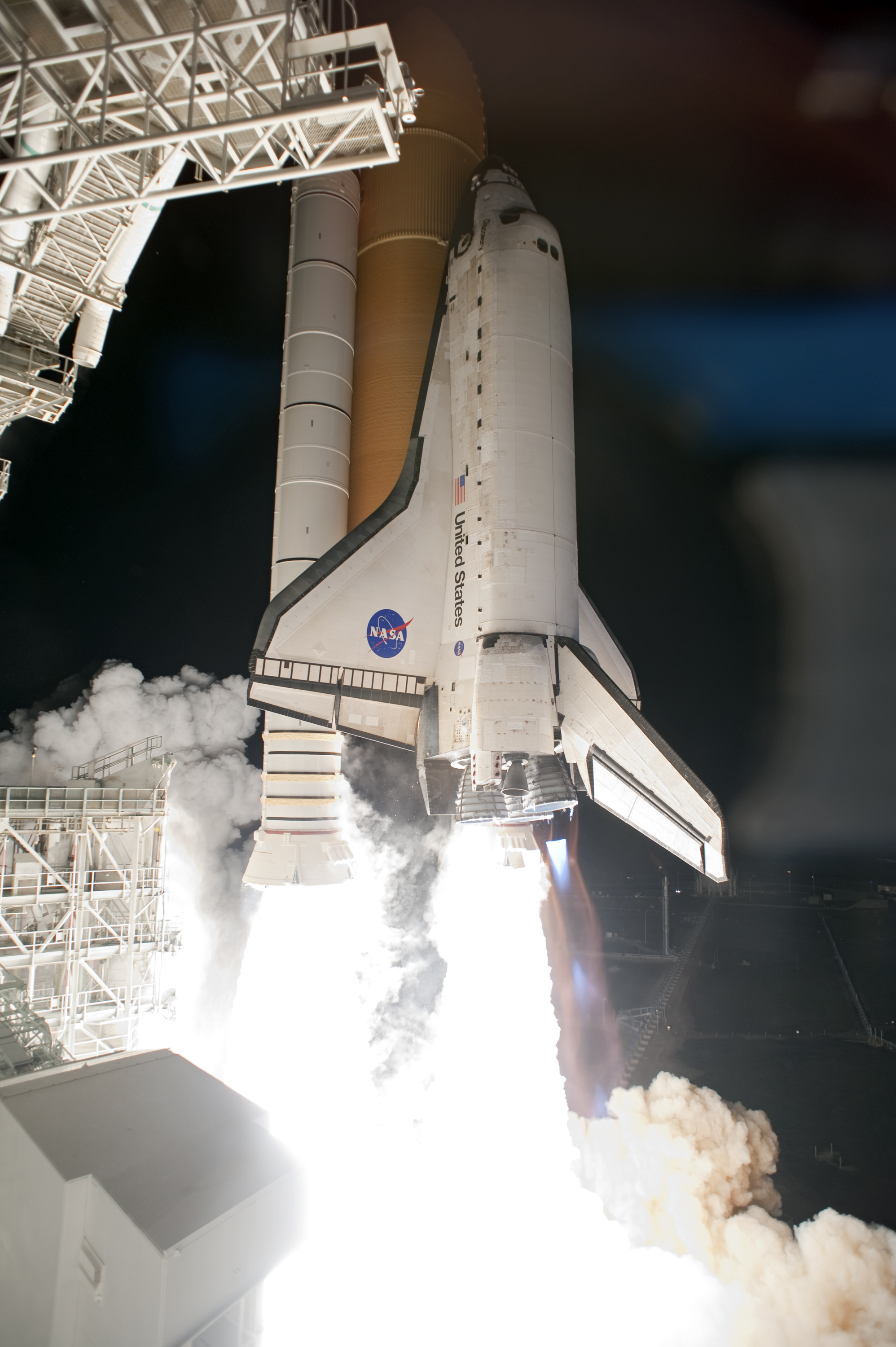
打ち上げ
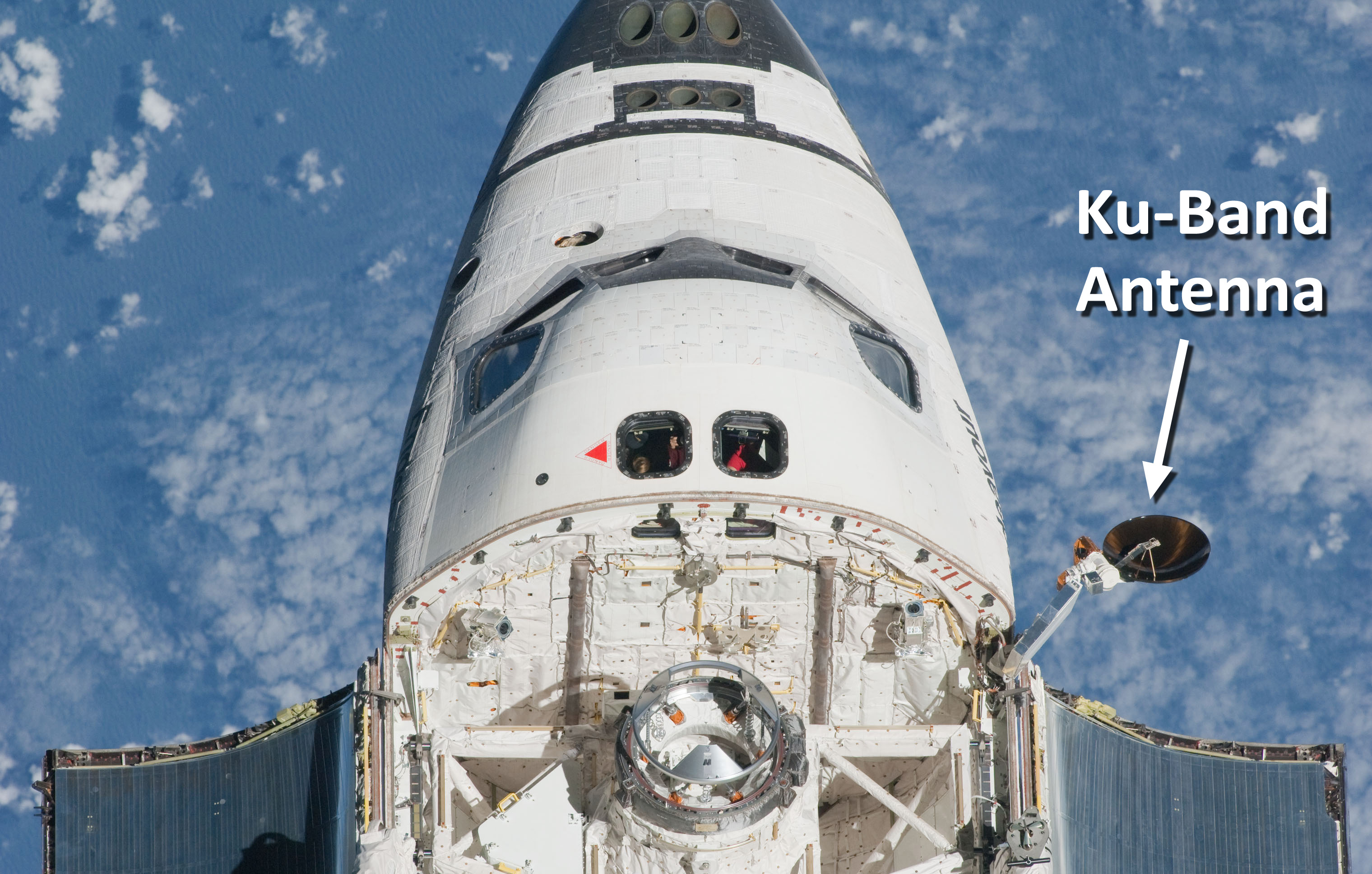
故障したKuバンドアンテナ
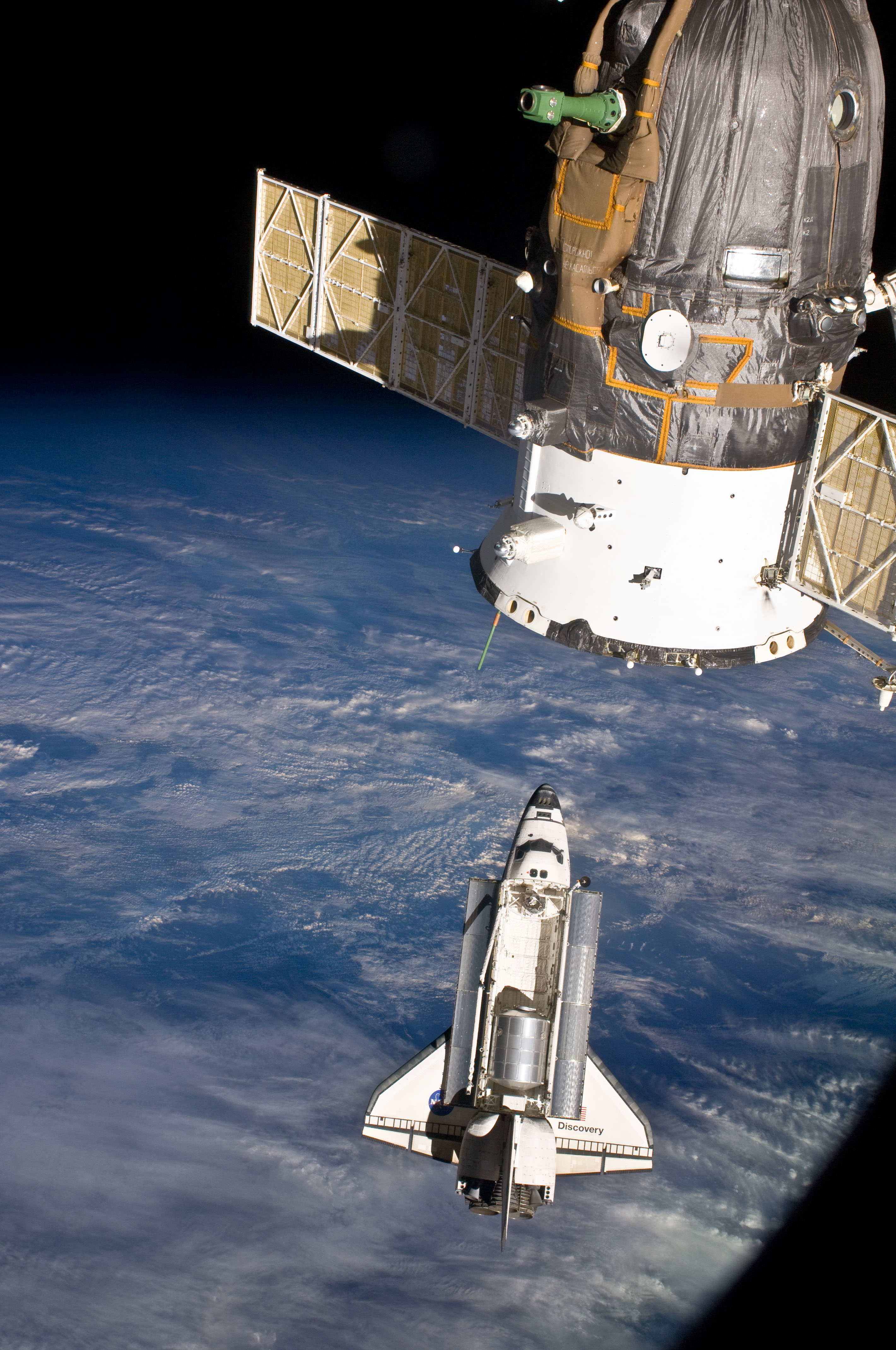
ドッキング直前
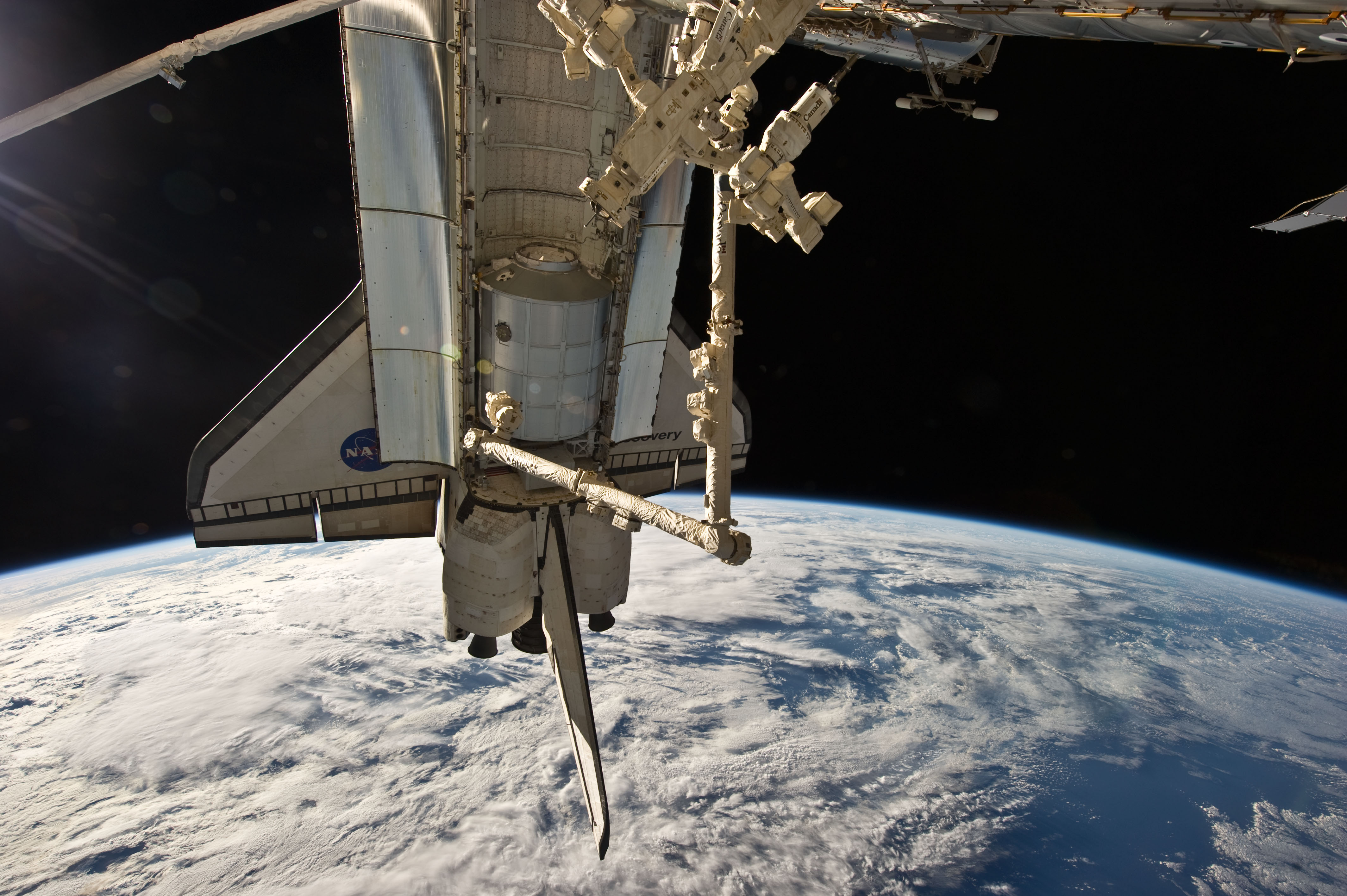
MPLMの取り出し作業
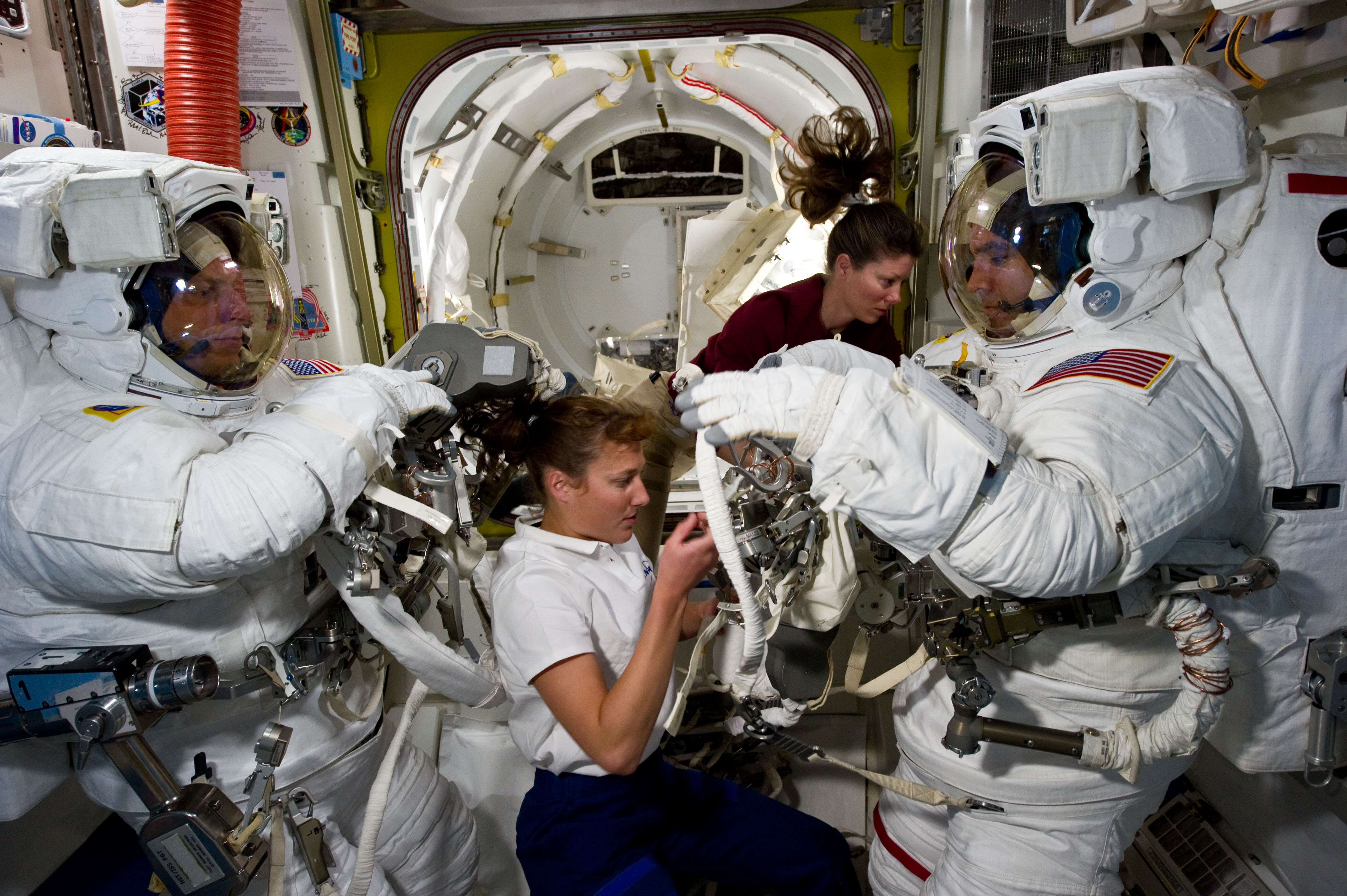
船外活動の準備作業
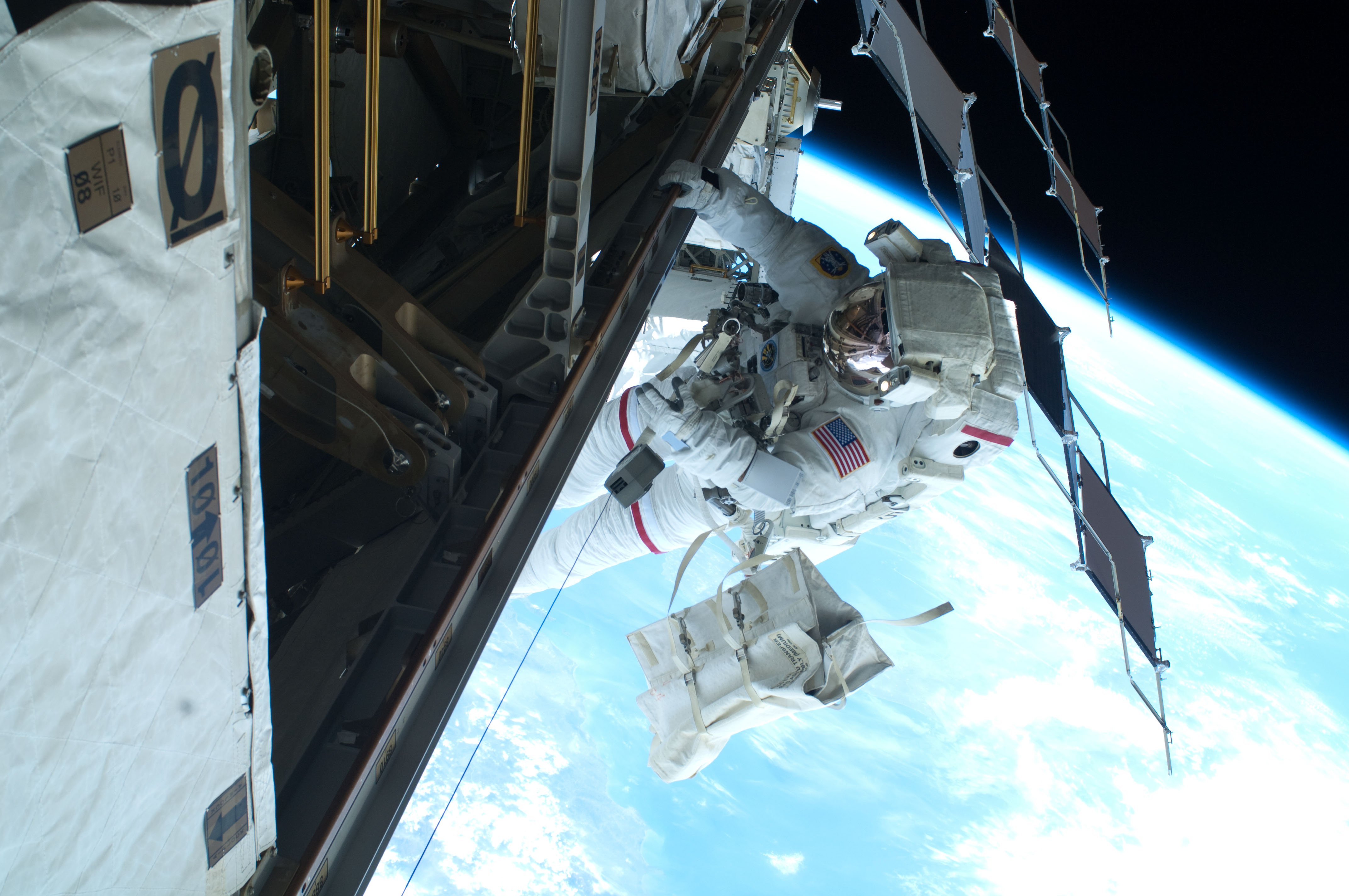
第二回船外活動
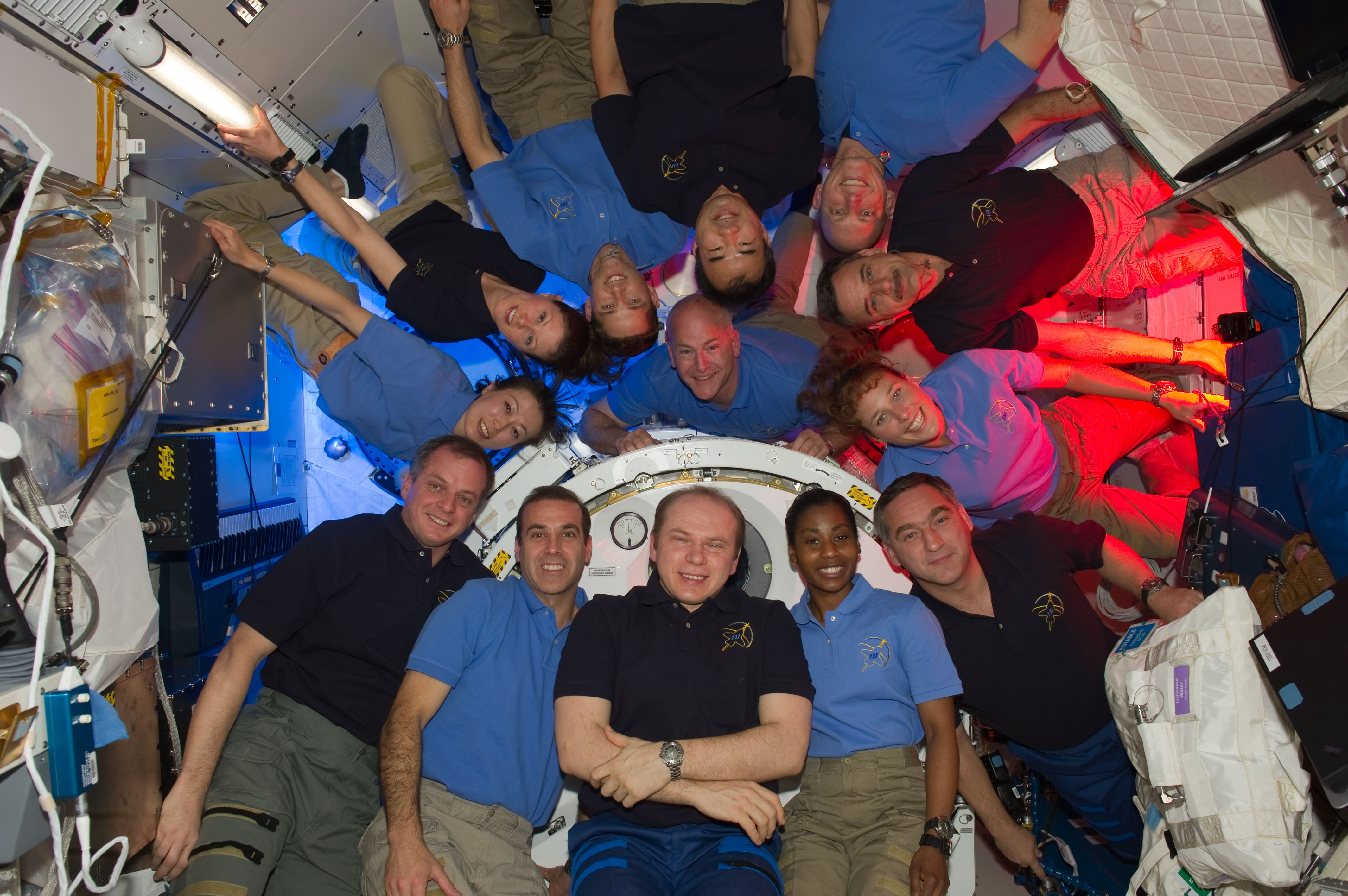
ISSでの集合写真
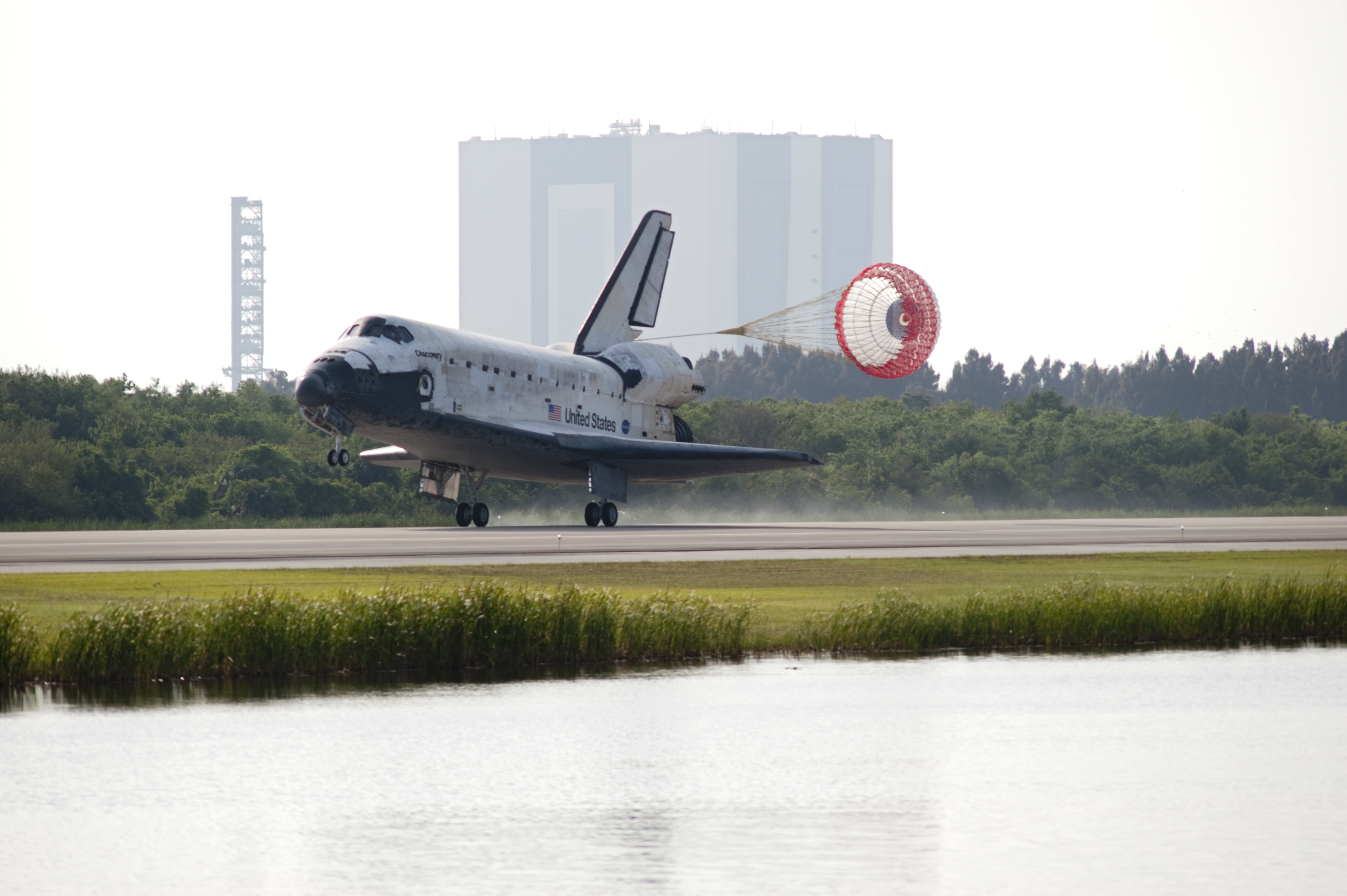
着陸